# Хроника бранденбургских епископов
Хроника бранденбургских епископов (лат. Chronica episcopalus Brandenburgensis) — сохранившийся лишь в небольших выписках XIV века исторический труд по истории бранденбургского епископства. Возможно, эта хроника была составлена в XIII веке.

## Издания
- Chronicae episcopalus Brandenburgensis fragmenta // MGH, SS. Bd. XXV. Hannover. 1880, p. 484-486[2].

## Переводы на русский язык
- Фрагменты хроники епископов Бранденбургских в переводе И. М. Дьяконова на сайте Восточная литература